# Attilio Verdirosi
Attilio Verdirosi (Longone Sabino, 1º luglio 1873 – Losson della Battaglia, 19 giugno 1918) è stato un militare italiano, decorato di Medaglia d'oro al valor militare alla memoria nel corso della prima guerra mondiale.

## Biografia
Nacque a Longone Sabino il 1º luglio 1873, figlio di Emidio e Filomena Casti. Sposatosi con Giuseppina Tripolini si trasferì a Roma, lavorando come usciere presso l'Istituto Internazionale di Agricoltura. Essendo stato riformato dal servizio militare a suo tempo, dopo l'infausto esito della battaglia di Caporetto decise di arruolarsi volontario nel Regio Esercito a metà del novembre 1917, venendo assegnato al 2º Reggimento bersaglieri. Pochi giorni dopo fu trasferito all'8º Reggimento bersaglieri, ma dietro sua domanda qualche tempo dopo fu assegnato agli arditi "Fiamme cremisi", XIX Reparto d'assalto, ottenendo la promozione a caporale sul campo nel gennaio 1918. Nel mese di maggio fu mandato al XXIII Reparto d'assalto, operante nella zona di Caposile, sul basso corso del Piave. A partire dal 15 giugno, data di inizio della battaglia del solstizio, per tre giorni il suo reparto fu fatto segno da un violento tiro d'artiglieria e da successivi attacchi nemici. Il pomeriggio del giorno 19, giunto l'ordine di contrattaccare, il reparto si mosse da Losson verso Capo d'Argine, attaccando i reparti nemici. Mentre lanciava alcune bombe a mano per far cessare il tiro di una mitragliatrice, venne colpito mortalmente da numerosi proiettili avversari.
Per onorarne il coraggio fu decretata la concessione della Medaglia d'oro al valor militare alla memoria.
Seppellita sul campo con la croce numero 40052, dopo la fine del conflitto avvenne la ricognizione dei corpi, e il suo, trovato senza piastrina di riconoscimento, venne traslato nel cimitero militare di Fagarè, dove una volta identificato fu posto nella Cappella dei decorati di Medaglia d'oro al valor militare dove si trova tuttora. Una caserma di Rieti porta il suo nome, così come una via di Roma.

### Annotazioni
1. ↑  La quale gli diede due figli, Bruno, e Anita, morta purtroppo in giovanissima età.
2. ↑  A quel tempo si arruolavano già i primi ragazzi della classe 1899, e la sua non era neanche compresa tra quelle richiamate dall'inizio del conflitto, che partivano dal 1874.
3. ↑  Nel cimitero di Fagarè sono sepolti 10.255 soldati del Piave di cui 5.350 ignoti.

### Fonti
1. 1 2 3 4 5  Fiamma Cremisi n.4, luglio-agosto 2018, p. 15.
2. 1 2 3 4  Combattenti Liberazione.
3. 1 2 3 4 5 6  Didattica Luce Sabina.
4. ↑  Sito web del Quirinale: dettaglio decorato.